# گراهام چادویک (بازیکن فوتبال)
گراهام چادویک (انگلیسی: Graham Chadwick؛ زادهٔ ۸ آوریل ۱۹۴۲) بازیکن فوتبال اهل بریتانیا است.
از باشگاه‌هایی که در آن بازی کرده‌است می‌توان به باشگاه فوتبال منچستر سیتی و باشگاه فوتبال والسال اشاره کرد.